# 簡易保険事務センター
簡易保険事務センター（かんいほけんじむセンター）とは、簡易生命保険及びかんぽ生命保険の保険の管理等を行う組織である。略称は「JC」、旧称は「地方簡易保険局（ちほうかんいほけんきょく）」。
本項では、簡易保険システムの運用・管理を行う情報管理センター（じょうほうかんりセンター）についても述べる。

## 概要

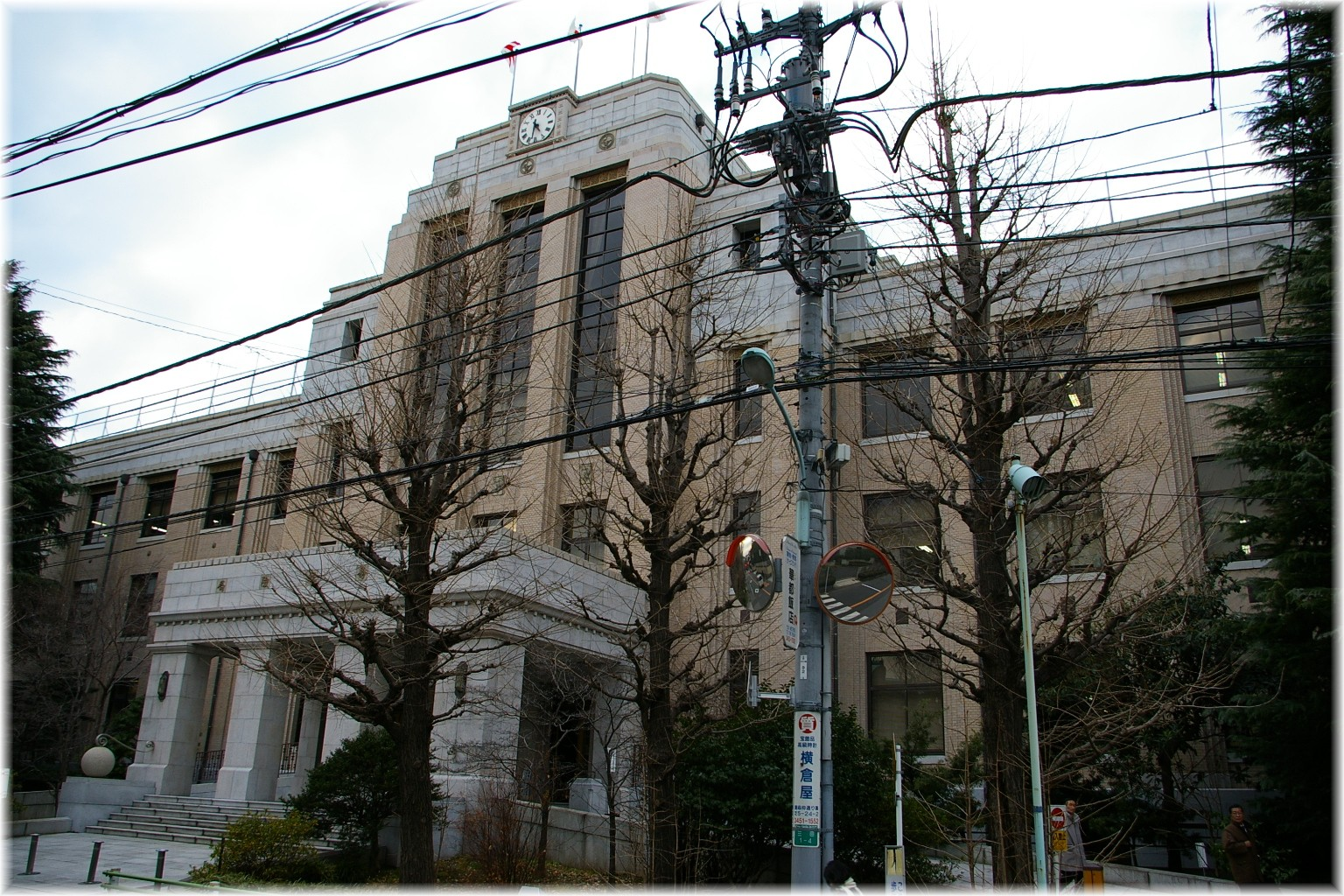
旧かんぽ生命東京サービスセンター本館（旧簡易保険局庁舎）※解体済み

日本全国の郵便局で提供される簡易保険・かんぽ生命の各種保険商品は、各郵便局で契約管理はされず、簡易保険事務センター（サービスセンター）が管理している。
簡易保険事務センターは、もともと郵政省本省直轄の地方支分部局で「地方簡易保険局」という名称であったが、1984年（昭和59年）6月30日に郵政省設置法が改正され、翌7月1日より同じ地方支分部局である「地方郵政局」の事務の一部を分掌する組織（附属機関）として「簡易保険事務センター」が発足した。
その後、日本郵政公社となった際の組織改革によって、本社簡易保険事業本部直轄の組織となり、郵政民営化に伴うかんぽ生命保険の発足を機に、2007年（平成19年）10月1日、「簡易保険事務センター」から「サービスセンター」と組織名が改められた。

### 東京サービスセンター
2015年（平成27年）、東京サービスセンターは北品川に竣工した大崎ブライトタワーに移転した。サービスセンターとして使われていた建物（旧逓信省簡易保険局庁舎。1929年築。大林組施工）は解体された。跡地には、三井不動産レジデンシャルと三菱地所レジデンスが、2025年（令和7年）3月下旬に竣工を目指し、「三田ガーデンヒルズ」の開発に取り組んでいる。

## 業務
サービスセンターでは、保険契約の締結・各種届出受付事務、保険金の支払決定などを行っている。

## 簡易保険事務センター一覧

### 現行設置センター
| 名称                 | 郵便番号   | 所在地             | 取扱店番号 | 受持地域                     | 受持都道府県 |
| -------------------- | ---------- | ------------------ | ---------- | ---------------------------- | --- |
| 仙台サービスセンター | 〒980-8792 | 宮城県仙台市青葉区 | 819400     | 北海道地方、東北地方         | 北海道、青森県、岩手県、宮城県、秋田県、山形県、福島県                                                                   |
| 東京サービスセンター | 〒109-8792 | 東京都品川区       | 009400     | 関東地方、信越地方           | 茨城県、栃木県、群馬県、埼玉県、千葉県、東京都、神奈川県、山梨県、長野県、新潟県                                         |
| 岐阜サービスセンター | 〒502-8792 | 岐阜県岐阜市       | 249400     | 東海地方、北陸地方           | 愛知県、岐阜県、三重県、静岡県、富山県、石川県、福井県                                                                   |
| 京都サービスセンター | 〒606-8792 | 京都府京都市左京区 | 449400     | 近畿地方、中国地方、四国地方 | 京都府、大阪府、兵庫県、滋賀県、奈良県、和歌山県、鳥取県、島根県、岡山県、広島県、山口県、愛媛県、徳島県、香川県、高知県 |
| 福岡サービスセンター | 〒812-8792 | 福岡県福岡市中央区 | 749400     | 九州地方、沖縄地方           | 福岡県、佐賀県、長崎県、熊本県、大分県、宮崎県、鹿児島県、沖縄県                                                         |

### 廃止センター
2005年4月1日、以下の簡易保険事務センターが廃止・統合された。
| 名称                     | 所在地             | 統合先                   | 廃止前受持地域 | 2010年4月現在の庁舎（建物）使用状況                                                                |
| ------------------------ | ------------------ | ------------------------ | -------------- | -------------------------------------------------------------------------------------------------- |
| 札幌簡易保険事務センター | 北海道札幌市中央区 | 仙台簡易保険事務センター | 北海道地方     | 廃止後も「札幌簡易保険ビル」として使用。民営化時点でかんぽ生命札幌支店、札幌大通東二郵便局が入居。 |
| 高松簡易保険事務センター | 香川県高松市       | 京都簡易保険事務センター | 四国地方       | 既に庁舎解体済み。                                                                                 |

## 情報管理センター
情報管理センターは、簡易保険システムの運用・管理を行う目的で、東日本情報管理センター（埼玉県戸田市、戸田美女木東郵便局併設）は東京簡易保険事務センター、西日本情報管理センター（兵庫県西宮市）は京都簡易保険事務センターの内部組織として設立された。
民営化以降は、簡易保険事務センターの内部組織では無くなり、本社システム企画部直轄の組織となっている。